# Apiogaster mahota
Apiogaster mahota là một loài bọ cánh cứng trong họ Cerambycidae.